# Thermomicrobiales
Ordre
Les Thermomicrobiales sont un ordre de bacilles Gram négatifs de la classe des Thermomicrobia. Son nom provient de Thermomicrobium qui est le genre type de cet ordre.
En 2022 selon la LPSN (2 décembre 2022) cet ordre ne contient qu'une seule famille, les Thermomicrobiaceae Garrity & Holt 2002.

## Taxonomie
Le nom correct complet (avec auteur) de ce taxon est Thermomicrobiales Garrity & Holt 2002.
Le genre type est Thermomicrobium Jackson et al. 1973.

## Étymologie
L'étymologie du nom de cet ordre est liée au nom de son genre type Thermomicrobium (N.L. neut. n.). Est utilisé le suffixe -ales (L. fem. pl. n.) qui permet de définir un ordre taxonomique, ce qui donne Thermomicrobiales (N.L. fem. pl. n.) soit l'ordre de Thermomicrobium.